# Downe

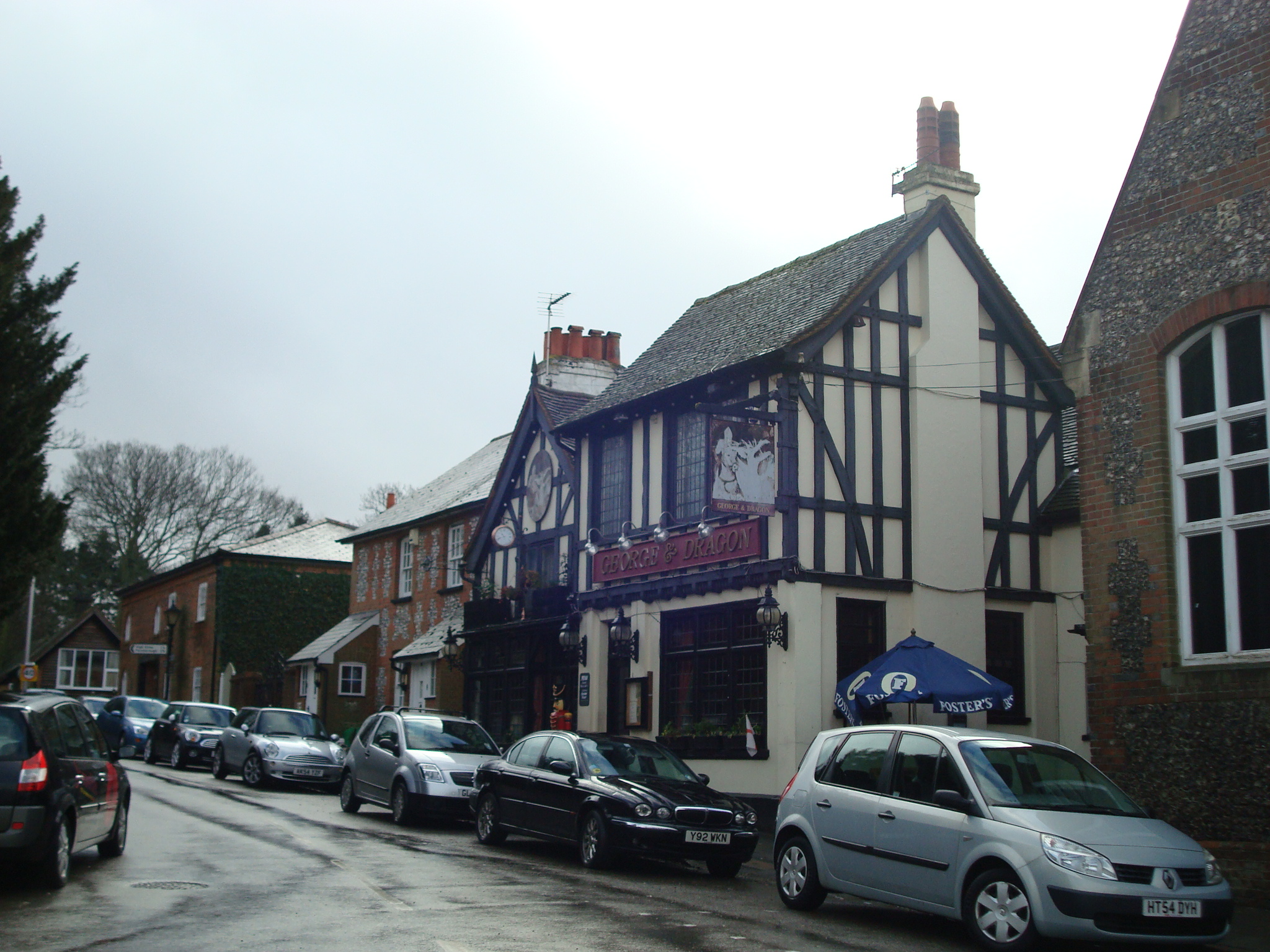
George and Dragon public house, Downe, 2010

Downe, ehemals Down, ist ein Dorf im London Borough of Bromley. Bis 1965 gehörte es zur Grafschaft Kent. Es befindet sich etwa 22,9 km entfernt von Charing Cross, dem offiziellen Mittelpunkt Londons. Das Dorf liegt auf einem Ausläufer des Höhenzugs North Downs. Im Ort befindet sich das Down House, in dem Charles Darwin vierzig Jahre bis zu seinem Tode lebte. Das Downe Activity Centre mit Zeltplätzen für Pfadfinder bestand von 1929 bis 2024.